# Gare de Birtouta
La gare de Birtouta est une gare ferroviaire algérienne située sur le territoire de la commune d'Ouled Chebel, dans la wilaya d'Alger.

## Situation ferroviaire
La gare est située sur la ligne d'Alger à Oran, entre les gares de Baba Ali et de Boufarik. C'est aussi la gare origine de la ligne de Birtouta à Zéralda, où elle est suivie de la gare de Tessala El Merdja.
| \| Zéralda Alger Birtouta Réghaïa \| Localisation de la gare de Birtouta dans la wilaya d'Alger. |
| Zéralda Alger Birtouta Réghaïa                                                                   |

## Histoire
La mise en place d'une gare à Birtouta dans la seconde moitié du XIXe siècle fut actée lorsqu'elle fut lancée à la gare de la Casbah le 15 août 1862 en conjonction avec la réception de la première ligne de chemin de fer d'une longueur de 50 km reliant la ville d'Alger à Blida.
Ce fut l'architecte Charles Frederick Chassériou qui conçut le bâtiment pour cette gare à sa première construction. Historiquement, la construction de la gare de Birtouta a commencé pendant l'occupation française de l'Algérie, immédiatement après l'approbation du décret impérial du 8 avril 1857, qui stipulait l'achèvement d'une ligne de chemin de fer de l'Algérie à Oran. La Compagnie des chemins de fer algérien a entrepris la réalisation de ce projet selon la formule de concession d'exploitation du chemin de fer, à travers deux contrats, en date du 20 juin 1860 et du 11 juillet 1860. C'était Napoléon III qui l'ordonna en 1858 en créant un terrain s'étendant de la Casbah d'Alger jusqu'à Boufarik en vue de l'achèvement du chemin de fer.
La construction de la gare de Birtuta fut achevée et inaugurée le 15 août 1862, lors de l'achèvement d'une ligne de chemin de fer de l'Algérie à Oran.
L'exploitation de la ligne de chemin de fer de la Casbah à Blida est effective à partir du 8 septembre 1862 pour le train de marchandises, puis le 25 octobre 1862 pour le train de voyageurs.
La gare de Birtouta a été reconstruite au début du XXe siècle et est restée dans la même forme jusqu'en 1987.

## Service des voyageurs

### Desserte
La gare de Birtouta est desservie par les trains du réseau ferré de la banlieue d'Alger assurant les liaisons Alger - El Affroun et Alger (gare de l'Agha) - Zéralda.